# Forêt-la-Folie

Forêt-la-Folie este o comună în departamentul Eure, Franța. În 1 ianuarie 2018 avea o populație de 485 de locuitori.